# Ferrari SP12 EC
La Ferrari SP12 EC est un modèle unique d'automobile construit par Ferrari pour Eric Clapton. 
Basée sur la 458 Italia, sa carrosserie s'inspire de la 512BB, illustre sportive des années 1970 et modèle préféré du guitariste-chanteur qui en a possédé 3 exemplaires. Ferrari l'a réalisée grâce à son programme de personnalisation dit « One To One », avec l'aide de Pininfarina et de quelques ingénieurs. Selon Clapton, qui a suivi le projet depuis le début de son élaboration, cela a été « l'une des choses les plus satisfaisantes de sa vie. »
L'artiste aurait déboursé 4 750 000 euros pour ce modèle unique.

## Génèse
Fruit de la collaboration du Centro Stile Ferrari et Pininfarina la voiture est développée sur la base d'une 458 Italia à moteur V8 de 570 ch. Malgré les rumeurs et le fait que la voiture soit siglée SP12 le moteur n'est pas un V12 provenant de la Ferrari 599. Le coût des transformations déjà importante aurait en effet été bien plus élevé avec la nécessité de très nombreuses autres modifications structurelles. Il est plus vraisemblable que ce projet spécial soit le 12eme de la série.
De nombreux éléments de carrosserie reprennent le style de la 512BB comme les ailettes du capot avant et la grille arrière, le spoiler noir situé au dessus du capot moteur, les deux caches noirs sur le capot moteur et la peinture bi-tons.